# Леонтий (византийский император)
Леонтий — византийский император (695—698). Первый правитель периода так называемой Двадцатилетней анархии.
Леонтий был удачливым полководцем и при Юстиниане II занимал пост стратига анатолийского войска. За какую-то провинность император в 692 году посадил его в темницу, но через три года освободил и определил стратигом Эллады с условием в ту же ночь покинуть Константинополь. Вновь назначенного стратига пришли поздравить друзья.
В свое время уже уговаривавшие Леонтия поднять бунт и захватить престол, они и тогда принялись склонять его к решительным действиям, ссылаясь на благоприятные астрологические предсказания. В конце концов уговоры возымели свое, Леонтий вооружил слуг и овладел преторием. Там он освободил томившихся по приказу императора заключённых, многие из которых были людьми военными, снабдил их оружием и повел на форум Константина. Сообщники Леонтия разбежались по улицам, громко призывая всех христиан идти к храму Святой Софии. Ночью у церкви собралась большая толпа и Леонтий заставил патриарха Каллиника обратиться к народу. Толпа, враждебно настроенная к Юстиниану II, захватила императора и убила его фаворитов, на ставший вакантным престол Леонтий вступил без труда. Его короткое правление было заполнено лихорадочной борьбой против внешних врагов. Отпала от империи Лазика. Арабы совершили удачный набег на Малую Азию. Была потеряна Северная Африка с Карфагеном. Если первое вторжение арабов в византийскую Африку удалось отбить и восстановить в провинции византийскую власть, то второе отбить не удалось. Византийский флот покинул Карфаген. Его командиры, боясь императорского гнева, решили свергнуть Леонтия. На Крите во время стоянки произошёл мятеж был убит патрикий Иоанн и провозглашён императором флотского начальника Апсимар под именем Тиверия III. Леонтий не пустил в столицу мятежников, и началась осада. Город, незадолго перед тем переживший эпидемию чумы, все-таки нашел силы защищаться. Константинопольская знать, поддержавшая Леонтия, упорно не желала отдавать трон ставленнику военной, фемной верхушки, но, провинциальные архонты, охранявшие стену у Влахерн, вступили в тайные переговоры с Тиверием III и открыли ему ворота. Город подвергся страшному разорению и грабежу. Императором стал Тиверий III, а Леонтию по его приказу отрезали нос и заточили в монастырь. После нового прихода к власти Юстиниана II, Леонтий был казнён.